# Motorsportjahr 1901
◄ | 1897 | 1898 | 1899 | 1900 | Motorsportjahr 1901 | 1902 | 1903 | 1904 | 1905

Weitere Sportereignisse
Höhepunkt des Motorsportjahrs 1901 war wie üblich das alljährlich vom Automobile Club de France veranstaltete große Rennen, dessen Route in diesem Jahr von Paris nach Berlin führte. Mit Henri Fournier setzte sich hier einmal mehr ein Mors-Fahrer gegen die bislang dominierenden Panhard & Levassor durch.
Dabei stieß der Automobilrennsport jedoch erneut an seine Grenzen. Die stärker gewordenen Fahrzeuge überforderten nun schon fast systematisch ihre Luftreifen und es kam zu einer gewaltigen Zahl von Reifendefekten. Zudem kam es zu einem weiteren Todesfall, woraufhin die französische Regierung ein erstes allgemeines Rennverbot auf öffentlichen Straßen verhängte.

## Rennergebnisse

### Paris–Bordeaux
| Platz | Fahrer         | Team               | Zeit        |
| ----- | -------------- | ------------------ | ----------- |
| 1     | Henri Fournier | Mors               | 6:10:44 h   |
| 2     | Maurice Farman | Panhard & Levassor | 0+30:31 min |
| 3     | Carl Voigt     | Panhard & Levassor | +1:04:27 h  |

Auf der 527 km langen Strecke von Paris nach Bordeaux erwies sich am 29. Mai 1901 Henri Fournier als der Schnellste. Er erreichte einen Schnitt von 85 km/h. Beim gleichen Rennen drei Jahre früher (vgl. Motorsportjahr 1898) waren es noch 38 km/h gewesen.

### Gordon-Bennett-Cup
| Platz | Fahrer                              | Team               | Zeit      |
| ----- | ----------------------------------- | ------------------ | --------- |
| 1     | Léonce Girardot                     | Panhard & Levassor | 8:50:59 h |
|       | keine weiteren Fahrer klassifiziert |                    |           |

Noch enttäuschender als im Vorjahr verlief die zweite Auflage des Coupe Internationale, die wohlweislich nur in Form einer Sonderwertung im Rahmen des Rennens Paris-Bordeaux am 29. Mai 1901 ausgetragen wurde. Das französische Team trat hier sogar ganz ohne Gegner an, weil der einzige weitere gemeldete Teilnehmer, der Brite Selwyn Edge, auf einem angeblich drei Tonnen schweren Napier seine Dunlop-Reifen schon auf der Anfahrt verbraucht hatte und daher auf Reifen aus französischer Produktion zurückgreifen musste. Damit durfte er zwar am Hauptrennen teilnehmen, kam für die Gordon-Bennett-Wertung jedoch reglementbedingt – alle Komponenten eines Wagens mussten im jeweiligen Teilnehmerland hergestellt worden sein – nicht mehr in Frage. Zumindest sorgte die Zusammensetzung der französischen Mannschaft aus Vertretern der Marken Panhard & Levassor (mit den Fahrern Fernand Charron und Léonce Girardot) und Mors („Levegh“) anfangs noch für etwas Spannung, am Ende erreichte aber Girardot als einziger der drei Gordon-Bennett-Teilnehmer überhaupt das Ziel, aufgrund eines Kupplungsdefekts in der Gesamtwertung weit abgeschlagen auf dem zehnten Platz.

### Paris–Berlin
| Platz | Fahrer          | Team               | Zeit       |
| ----- | --------------- | ------------------ | ---------- |
| 1     | Henri Fournier  | Mors               | 15:33:06 h |
| 2     | Léonce Girardot | Panhard & Levassor | +1:05:32 h |
| 3     | René de Knyff   | Panhard & Levassor | +1:06:56 h |

Mit dem Rennen Paris–Berlin vom 27. bis 29. Juni 1901 führte das alljährlich vom ACF organisierte große Rennen erstmals seit 1898 wieder ins Ausland. Es beteiligten sich 110 Autos und 10 Motorräder am Rennen auf der rund 1200 km langen Strecke, die in drei Tagesetappen (Paris–Aachen, 459 Kilometer; Aachen–Hannover, 445,2 Kilometer; Hannover–Berlin, 293,93 Kilometer) aufgeteilt wurde.
Die Etappen führten im Einzelnen über folgende Strecken:
1. Paris-Aachen: Paris (Fort de Champigny), Coulommiers, Montmirail, Épernay, Reims, Rethel, Poix, Sedan, Florenville, Bastogne, Sankt Vith, Aachen
2. Aachen-Hannover: Aachen, Aldenhoven, Jülich, Bergheim, Köln, Düsseldorf, Duisburg, Dinslaken, Wesel, Haltern, Dülmen, Münster, Warendorf, Rheda, Bielefeld, Herford, Minden, Stadthagen, Hannover
3. Hannover-Berlin: Hannover, Peine, Braunschweig, Königslutter, Erxleben, Magdeburg, Genthin, Plaue, Potsdam, Berlin (Westend, Trabrennbahn)

Es gab drei Klassen: schwere Fahrzeuge über 650 kg, leichte Autos mit einem Gewicht von 400 bis 650 kg und Voiturettes unter 400 kg. Manche Autos in der schweren Klasse waren deutlich schwerer als 650 kg, so brachte der Mors 1300 kg auf die Waage.
Mit Henri Fournier war in der Gesamtwertung erneut ein Mors-Fahrer erfolgreich, der auf einen Schnitt von über 77 km/h kam. Ganz beachtlich schlug sich auch Louis Renault, der mit seiner Voiturette (Gewichtsbegrenzung auf 400 kg) den achten Platz mitten unter den mächtigen Rennwagen der Konkurrenz belegte. Sieger in der Klasse der leichten Fahrzeuge wurde Etienne Giraud auf Panhard und bei den Motorrädern Georges Osmont auf einer dreirädrigen De Dion-Bouton. Etwas enttäuschend war dagegen das Abschneiden der Mercedes-Rennwagen, die erstmals bei einem großen Rennen an den Start gegangen waren.
Die lokale Polizei übernahm vielerorts Sicherungsaufgaben, dennoch kam es zu einem tragischen Zwischenfall, als ein Junge, der auf die Strecke gelaufen war, von einem der Wagen erfasst und getötet wurde.
Dem Rennen wurde in den 1920er Jahren vom Automobile Club de France rückwirkend der Titel VI Grand Prix de l’ACF verliehen.